# Fibrinogén

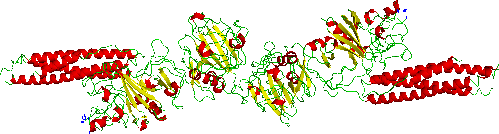
Az emberi fibrin töredékének krisztallográfiás struktúrája.

A fibrinogén, vagy I-es faktor egy májban szintetizálódó, oldható plazma glikoprotein, amely a véralvadás során a trombin hatására alakul át fibrinné. Ez a folyamat a véralvadási kaszkád részeként játszódik le; a zimogén protrombin aktiválódik, így szerin proteáz trombinná válik; amely a fibrinogén - fibrin átalakulásért felelős. A fibrin ezután a XIII-as faktorhoz kapcsolódik, és rögöt alkot. Az XIIIa faktor stabilizálja a fibrint további fibrinolízis gátlók - mint például az alfa-2-antiplazmin és TAFI (trombin aktiválható fibrinolízis inhibitor, azaz karboxipeptidáz B2) - beépítésével; és különböző sejtek adhéziós fehérjéihez való kötődéssel. A fibrin katalizálja a XIII-as faktor trombin általi, és a plazminogén aktivátor (t-PA) aktivációját. A fibrin specifikusan kötődik az aktivált koagulációs faktorokhoz, a Xa faktorhoz és a trombinhoz: rosthálóba zárja őket; így ezen enzimek ideiglenes gátlójaként funkcionál, mivel ezek aktívak maradnak, és a fibrinolízis során szabadon engedhetőek. A legújabb kutatások azt mutatják, hogy a fibrin kulcsszerepet játszik a gyulladásos válaszban, és a reumás artritisz kialakulásában.
A VIII. Magyar Gyógyszerkönyvben Fibrinogenum humanum    néven hivatalos.  
 ATC-kódja B02BB01.

## Fibrinogénhiány
A fibrinogén veleszületett hiányát (afibrinogenemia), illetve funkciózavarát néhány esetben írták le.
A fibrinogén hiánya vérzéshez, vagy tromboemboliás szövődményekhez vezethet. Ennél gyakoribb a szerzett hiány, amelyet a vérplazma laboratóriumi vizsgálatával, vagy a teljes vér tromboelasztometriás vizsgálatával lehet kimutatni. A szerzett hiányosság vérhígítás, illetve vérveszteség és/vagy vérátömlesztés után fedezhető fel, például traumás sérültek esetén; továbbá a disszeminált intravaszkuláris koaguláció (DIC) néhány fázisa alatt, illetve szepszis esetén. Fibrinogén hiányos betegnél, a vérzés korrigálása friss fagyasztott plazma (FFP), krioprecipitátum (fibrinogéngazdag plazmafrakció), vagy fibrinogén koncentrátumok infúziójával lehetséges. Egyre több bizonyíték arra, hogy a fibrinogén hiány, illetve a fibrinogén polimerizációs rendellenességek kezelése vérzéses betegek esetén nagyon fontos.

## Diagnosztiás használata
A fibrinogén szint a vénás vérben mérhető. Az alkalmazott módszertől függően a normális szint körülbelül 1,5-3 g/l.  Tipikus körülmények közt a fibrinogént laboratóriumban, citrátos vérplazma minták formájában vizsgálják; ugyanakkor a tromboelasztometria segítségével a teljes vér analízise is lehetséges (a vérlemezke működést Cytochalasin D-vel gátolják). A fibrinogén magasabb szintje (>3,43 g/l) többek között szív-és érrendszeri megbetegedéssel hozható összefüggésbe. A gyulladás bármely formája következtében megemelkedhet a szintje, mivel ez egy akut-fázis fehérje; például különösen feltűnő az emberi fogínyben, a fogágybetegség kezdeti szakasza alatt. A fibrinogén szintje a terhesség alatt megnövekszik, átlagosan 4,5 g/l-es értékre, a nem-terhes emberek 3 g/l-es átlagával szemben.
Az állatgyógyászatban is alkalmazzák mint gyulladásjelző marker: lovakban, a normális tartomány feletti (1,0-4,0 g/l) érték bizonyos fokú szisztémás gyulladásos válaszra utal.
A fibrinogén alacsony szintje a véralvadási rendszer rendszerszintű aktiválását indukálhatja, a véralvadási faktorok szintézise helyett azok fogyasztásával (gyorsabb). Ennek a túlzott véralvadási faktor fogyasztásnak a neve disszeminált intravaszkuláris koaguláció vagy rövidebben "DIC". A DIC nehezen diagnosztizálható, de erős a gyanú akkor, ha hosszúra beállított alvadási idők (PT vagy aPTT) mellett alacsony a fibrinogén szint, illetve e mellé akut kritikus betegség, mint például szepszis, vagy trauma párosul. A fibrinogén alacsony szintje mellett, a véralvadási faktorok fibrin polimerizációs rendellenességeket is indukálhatnak. Ezen faktorok közé értve a plazma expandereket, amelyek komoly vérzési problémákhoz vezethetnek. A fibrin polimerizációs rendellenességek viszkoelasztikus módszerekkel, például tromboelasztometriával mutathatóak ki.

## Fiziológiája
A fibrinogén egy 340 kDa molekulatömegű glikoprotein, amely a májban, azon belül a májsejtekben szintetizálódik. Koncentrációja a vérplazmában 1,5-4,0 g/l (általában a Clauss eljárás szerint mérve), vagy körülbelül 7 µM. Természetes formájában a fibrinogén hidat alkothat a vérlemezkék között, kötődve a Gp IIb/IIIa felületi membrán fehérjéikhez; habár fő funkciója szerint a fibrin prekurzora.
A fibrinogén a gerincesek véralvadásának fő fehérjéje; egy hexamer, amely három különböző lánc (α, β, és γ) két sorozatából áll, melyek diszulfid kötések által kapcsolódnak egymáshoz. A három lánc N-terminális szakaszai tartalmazzák a ciszteineket, amelyek részt vesznek a láncok keresztkötéseiben. Az α, β és γ láncok C-terminális része egy körülbelül 225 aminosav-maradékból álló domént alkot, amely molekuláris felismerő egységként működhet. A fibrinogénben valamint az angiopoietinben, ez a domén a fehérje-fehérje kölcsönhatásokban játszik szerepet. A lektinekben, úgymint az emlősök ficolinjában, és a gerinctelenek tachylectin 5A-jában a fibrinogén C-terminális doménje szénhidrátokhoz kötődik. A fibrinogén α és β láncaiban van egy kis peptid szekvencia (ún. fibrinopeptid). Ezek a kis peptidek akadályozzák meg, hogy a fibrinogén spontán módon polimert alkosson önmagával.
A fibrinogén - fibrin átalakulás több lépésből áll. Először, a trombin elhasítja a fibrinogén α és β láncok N-terminális részét, így fibrinopeptid A-t és B-t képezve. A kapott fibrin monomerek protofibrillumokká polimerizálódnak; amelyek oldalirányban társulva fibrin rostokat képeznek. Utolsó lépésként, a fibrin rostok társulva fibrin gélt alkotnak.

## Fordítás
- Ez a szócikk részben vagy egészben  a   Fibrinogen című angol Wikipédia-szócikk fordításán alapul.  Az eredeti cikk szerkesztőit annak laptörténete sorolja fel. Ez a jelzés csupán a megfogalmazás eredetét és a szerzői jogokat jelzi, nem szolgál a cikkben szereplő információk forrásmegjelöléseként.